# Revista de Occidente
Revista de Occidente (Западное обозрение) — крупнейший испаноязычный журнал науки, культуры и литературы, основанный в 1923 и выходивший до 1936 под руководством Хосе Ортеги-и-Гассета.

## Авторы
Помимо испаноязычного мира (в частности, здесь печатался Висенте Уидобро), к публикации в журнале были привлечены Эдмунд Гуссерль, Бертран Рассел и многие другие.

## Последующая судьба
Возобновлен в 1962 сыном и дочерью Ортеги-и-Гассета, издается до нынешнего времени. В год выходит 11 номеров, в июле-августе издается сдвоенный номер.

## Издательство
При журнале было создано издательство, здесь выходили, среди многих других, книги Хулиана Мариаса, Марии Самбрано, Мигеля Эспиносы и др.